# Alex Obert
Alexander Frederick "Alex" Obert, född 18 december 1991, är en amerikansk vattenpolospelare som spelar i USA:s herrlandslag i vattenpolo. Han deltog i olympiska sommarspelen 2016 där USA slutade på tionde plats och i olympiska sommarspelen 2020 där USA slutade på sjätte plats.
Obert studerade vid University of the Pacific och spelade där vattenpolo för Pacific Tigers. Han har tagit guld vid panamerikanska spelen 2015, 2019 och 2023.